# Украјинска музика
Украјинска музика почиње своју модернију историју од Кијевске Русије у 9. веку. Њен снажан утецај види се у међународним надимцима за Украјину :«Земља славуја» и «Словенска Италија». У традиционалној украјинској музици може се приметити снажан хришћански утицај с обзиром да је средњовековна Украјина била хришћанско средиште Источних Словена преко четири века. Украјински утецај примећује се и у познатој класичној руској музици, посебно када је реч о музичарима који имају украјинско порекло попут Петра Иљича Чајковског, Игора Стравинског и других. Данас украјинска музика у својој разноврсности звукова у Украјини и иностранству, наставља да се развија у народним и професионалним традицијама.

## Обиљежја фолклорне традиције
Народна култура и уметност Украјинаца с правом се сматрају једном од најбогатијих баштина културе европских народа. Музика се на подручју Украјине појавила прије 20 хиљада година. Толико су стари први музички инструменти, начињени од мамутских кљова, које су пронашли кијевски археолози у околини града Чернихова. Украјински музичари су се изван граница Кијевске Русије прославили већ у 14. веку. У хроникама средњовековног раздобља проналазе се имена украјинских музичара међу дворским музичарима, посебно на пољским дворовима. Тада се уједно појављују прве козачке историјске песме и композиције као једна од најсликовитијих појава украјинске народне музике. 
Украјински фолклор истиче се богатством жанра и савршенством форме, пјесништвом и софистицираном лириком, дубоком филозофијом и ватреношћу. Усмена предања вековима је била једини начин генерализовања животног искуства украјинског народа, утјеловљење народне мудрости, погледа на свет и идеале. Фолклор је постао огледалом не само најважнијих исоријских догађаја Украјине, почевши од доба кнежевина, него је сачувао и бројне архаичне паганске митове и симболе, који се често скривају под окриљем хршчанске традиције. Након 15. века посебно познати постају украјински народни плесови Хопак (укр. Гопак), Козачок и други. Божићне песме су честе у украјинској музици, а неке од њих као «Carol of the bells» постале су познате у свету.

## Народни инструменти
Украјински народни инструменти су:

### Дувачки инструменти
- Сопилка; дрвени дувачки инструмент (сличан фрули), дужина око 30-40 центиметара, има 5-6 рупица
- Гајде (украјински назив за овај инструмент је волинка)
- Денцивка; инструмент сличан сопилки
- Дводенцивка; инструмент сличан диплама
- Жоломига; инструмент сличан соплики
- Окарина; (украјински назив за овај инструмент је зозулка) керамички дувачки инструмен са 7-10 рупица (по изгледу подсећа на фен за сушење косе)
- Флаута; (украјински назив за овај инструмент је флояра, флојара) лимени дувачки инструмент дугачак око 60 цм, има 6 дирки (рупица)
- Козачка труба
- Коса дудка
- Панова фрула (украјински назив за овај инструмент је кувиці)
- Лигава (Лігава)
- Нај (Най): врста флауте
- Пивтораденцивка: врста фруле која на крају има другу цев, дужина 360-404 мм, пречник 11 мм, распон тонова је 2,5 октаве
- Рог
- Рижок
- Сурма; врста дувачког инструмента који изгледом подсећа на кларинет само без дирки (има рупице), звуком на обоу
- Свистунец
- Скосивка
- Скисна дудка
- Кларинет (украјински назив за овај инструмент је Тараґот)
- Теленка; дрвени инструмент који се прави од базге и врбе
- Трембита; дугачки рог чији је корпус доста тањи за разлику од осталих дувачких инструмената, обично се свира у Карпатској Украјини
- Труба

### Жичани инструменти
- Бандура; инструмент сличан гитари са пет жица, настала је веома рано
- Басоља; инструмент који обликом подсећа на виолину, има четири жице, величина се разликује од крајева: 50-70 цм (Подиља, Полтавшчина), 140-160 цм (Закрпатја), има три жице
- Бијкоза; инструмент са две жице
- Гудок; инструмент сличан гуслама само са већом звучном кутијом, има три жице
- Гусли; стари инструмент који датира још из Кијевске Русије, постоје три врсте гусли 
  - крилоподібні
  - шоломоподібні
  - клавіроподібні
- Домра; инструмент сличан мандолини, постоје две врсте домре, са три и са четири металне жице
- Кобза; инструмент сличан гитари, постоји неколико верзија овог инструмента, украјинска верзије има 6-7 жица
- Лира колисна; инструмент дрвене грађе који свирач свира помоћу једног механизма
- Виолина
- Торбан; инструмент сличан мандолини са 30-40 жица
- Цимбалон; инструмент који се свира помоћу две палице
- Цитра; инструмент који се свира окидајући о жице (којих има од 24 до 40 жица)

### Удараљке
- Батиг
- Бубањ (украјински назив барабан)
- Беребеницја
- Било
- Бика
- Деркач
- Бочка
- Брјазјаљицја
- Бубончик
- Бубон; инструмент сличан добошу
- Бухај; велики бубањ
- Звоно (украјински назив дзвін)
- Куцхелка
- Калатало
- Качалка
- Клепач
- Кукурудзјана скрипка
- Очеретјана цивка
- Перетика на хребинци
- Пидкова
- Рапач
- Рубал
- Решето
- Тарабан
- Тарилка
- Торохкатало
- Триангл (украјински назив: трикутник)
- Трохкавка
- Затула